# La Haye-Malherbe
La Haye-Malherbe település Franciaországban, Eure megyében. Lakosainak száma 1374 fő (2022. január 1.). La Haye-Malherbe Crasville, Martot, Saint-Pierre-lès-Elbeuf és Terres de Bord községekkel határos.

## Népesség
A település népességének változása:
| Lakosok száma | 1046 | 1218 | 1395 | 1473 | 1476 | 1423 | 1403 | 1392 | 1388 | 1374 |
|               | 1968 | 1982 | 1990 | 2006 | 2013 | 2015 | 2017 | 2019 | 2020 | 2022 |